# Чичора
Чичора — правый приток Дона, протекающий по Елецкому и Задонскому районам Липецкой области. Длина — 16 км. Площадь бассейна — 104 км².
Устье реки находится у села Липовка Хмелинецкого сельского поселения на высоте 101,0 м нум.
Код водного объекта — 05010100312107000002001.